# Försvårande av skattekontroll
Försvårande av skattekontroll, brott enligt 10 § skattebrottslagen (1971:69). För försvårande av skattekontroll döms den, som uppsåtligen eller av grov oaktsamhet åsidosätter bokföringsskyldighet eller sådan skyldighet att föra och bevara räkenskaper, som föreskrivs för vissa uppgiftsskyldiga och som därigenom ger upphov till fara för att myndighets kontrollverksamhet vid beräkning eller uppbörd av skatt eller avgift allvarligt försvåras. 
För brottet döms till böter eller fängelse i högst 2 år eller, om brottet är grovt, till fängelse i lägst 6 månader och högst 4 år. I ringa fall skall den skyldige inte dömas för brottet. Den som frivilligt uppfyller sådan skyldighet som avses i paragrafen, skall enligt 12 § skattebrottslagen inte dömas för vårdslös skatteredovisning.
Den senaste lydelsen av 10 § skattebrottslagen fastställdes 1996.